# 玉素甫 (东喀喇汗)
玉素甫（Yusuf Han，？—1205年），东喀喇汗国第十代汗，伊卜拉欣二世的孙子、穆罕默德的儿子。他的祖父伊卜拉欣被西辽耶律大石赐予「土库曼伊利克」的称号。东喀喇汗国属于西辽的附庸。大约1180年左右，他的父亲穆罕默德去世，玉素甫即位。1205年，玉素甫死在喀什噶尔，其子穆罕默德即位。
| 前任： 穆罕默德二世 | 东喀喇汗国可汗 1180年左右—1205年 | 繼任： 穆罕默德三世 |